# Acura A-Spec & Type-S
A-Spec & Type-S — подразделение компании Acura по производству высокопроизводительных автомобилей. Первой моделью с индексом Type-S стала Acura CL, а первыми моделями с индексом A-Spec стали Acura TL и Acura CSX.

## Type-S

### TL Type-S
Acura TL, представленный в 2001 году, оснащён 3,2-литровым двигателем SOHC VTEC J-серии V6 мощностью 194 кВт (260 л. с.). В отличие от базовой модели, автомобиль имел 17-дюймовые (430 мм) колёса, более жёсткие сиденья и подвеску. 
Обновлённый вариант TL Type-S был представлен в 2007 году. Автомобиль оснащён 3,5-литровым двигателем V6 мощностью 213 кВт (286 л. с.), который также применялся в Acura RL. Коробка передач — пятиступенчатая автоматическая или шестиступенчатая механическая с дифференциалом повышенного трения. Внешние отличия — четыре выхлопные трубы, обновлённые задние фонари и передняя часть, спойлер, расширенные боковые пороги, тормоза Brembo, тёмно-серебристые 10-спицевые колёса с шинами Bridgestone Potenzas, «чёрная хромированная» радиаторная решётка, эксклюзивная эмблема Type-S и эксклюзивный новый окрас Kinetic Blue Pearl. В салоне эмблема Type-S расположена на рулевом колесе и подголовниках. Сиденья автомобиля — двухцветные (только с отделкой из чёрного дерева/серебристого цвета), педали — металлические, отделка салона — из углеродного волокна, внутреннее освещение — красное. В стандартную комплектацию входит навигационная система с сенсорным экраном. 

### RSX Type-S
Acura RSX Type-S оснащался двигателем K20A2 мощностью 150 кВт (200 л. с.) или же двигателем K20Z1 (с 2005 года) мощностью 160 кВт (210 л. с.) в паре с шестиступенчатой механической трансмиссией с близким передаточным числом. Дополнительные функции — «спортивная» подвеска, металлические колёса, окрашенные в бронзовый цвет, 11,8-дюймовые вентилируемые передние дисковые тормоза, увеличенные стабилизаторы поперечной устойчивости и аудиосистема Bose с 7 динамиками (включая сабвуфер, установленный на запасном колесе).

### CL Type-S
В 2003 модельном году Acura CL Type-S поставлялся с опциональной шестиступенчатой механической коробкой передач с близкими передаточными числами, а также с косокольчатым дифференциалом повышенного трения. В автомобиле применялся тот же силовой агрегат, что и в TL Type-S в 2001—2003 годах. Сиденья с подогревом имели только одну настройку нагрева.

### CSX Type-S
Acura CSX Type-S, дебютировавший в 2007 году в Канаде, оснащался 2,0-литровым двигателем i-VTEC мощностью 147 кВт (197 л. с.). Автомобиль имеет электронную систему контроля устойчивости Vehicle Stability Assist (сокр. VSA), 17-дюймовые колёсные диски из алюминиевого сплава со всесезонными шинами размером 215/45R17, задний спойлер со встроенным светодиодным стоп-сигналом, противотуманные фары, двуязычную навигационную систему, 350-ваттную аудиосистему с 7 динамиками, цифровой считыватель аудиокарт, эмблему Type-S и подсвеченные ниши для ног. Подвеска имеет более жёсткие пружины и утолщённые стабилизаторы поперечной устойчивости.

### TLX Type-S
В 2018 году на Североамериканском международном автосалоне компания Acura объявила, что будет применять обработку производительности Type-S к нескольким моделям, при этом продажи TLX Type-S начнутся 23 июня 2021 года, а остальных моделей — к лету 2021 года. Acura TLX второго поколения, дебютировавший 28 мая 2020 года, оснащён 3,0-литровым двигателем V6 с турбонаддувом.

### Integra Type S
Acura Integra пятого поколения в комплектации Type S, представленный 11 апреля 2023 года, базируется на платформе Honda Civic Type R (FL5). Автомобиль оснащается двигателем K20C1 i-VTEC мощностью 239 кВт (320 л. с.) в паре с шестиступенчатой механической трансмиссией, имеет дифференциал повышенного трения, переднюю подвеску с двухосевыми стойками, увеличенные воздухозаборники на передней части, центральный выхлоп с тройным выходом, задний спойлер из углеродного волокна и 19-дюймовые колёса с четырёхпоршневыми вентилируемыми передними тормозами.

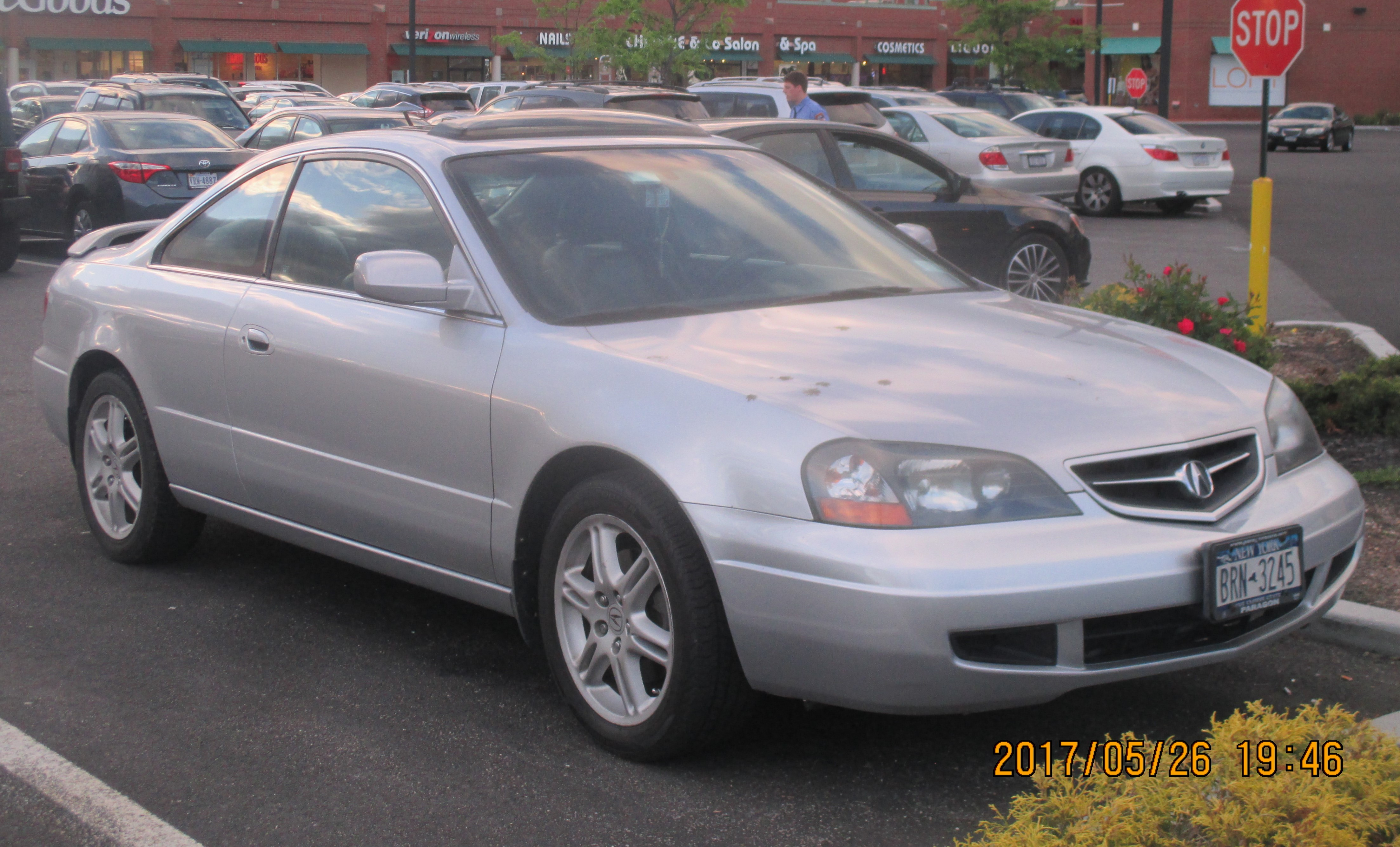
Acura CL Type-S
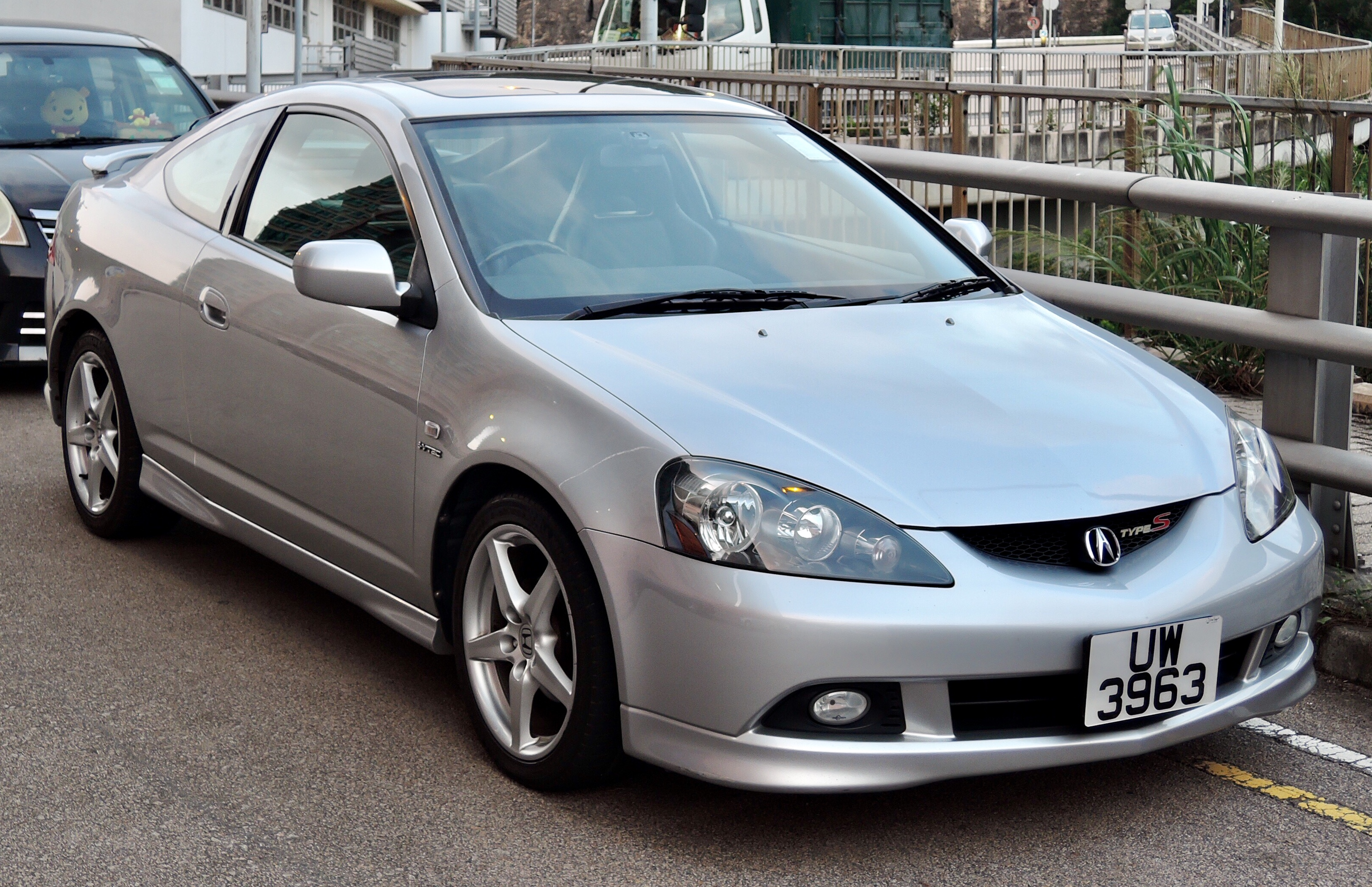
Acura RSX Type-S
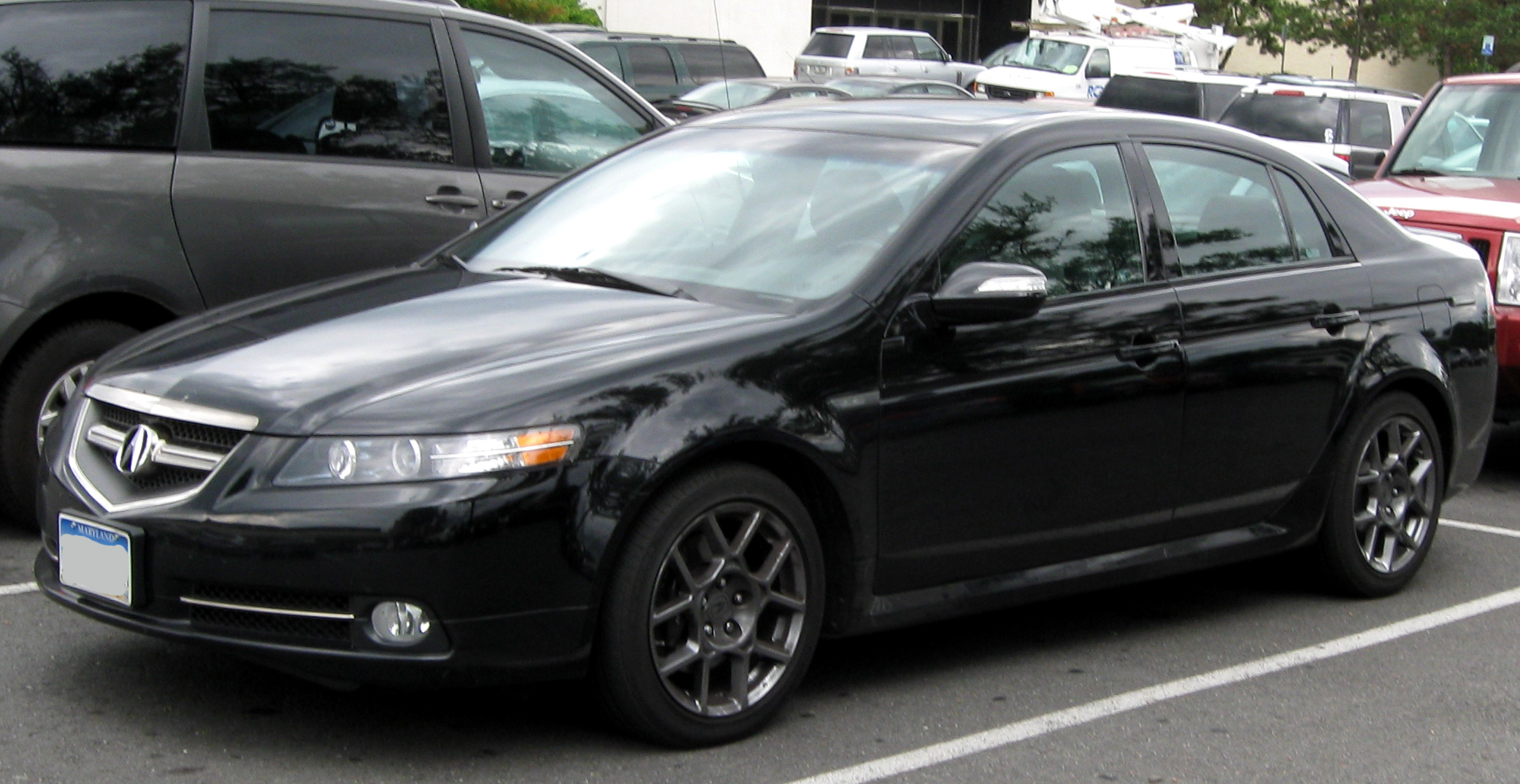
Acura TL Type-S
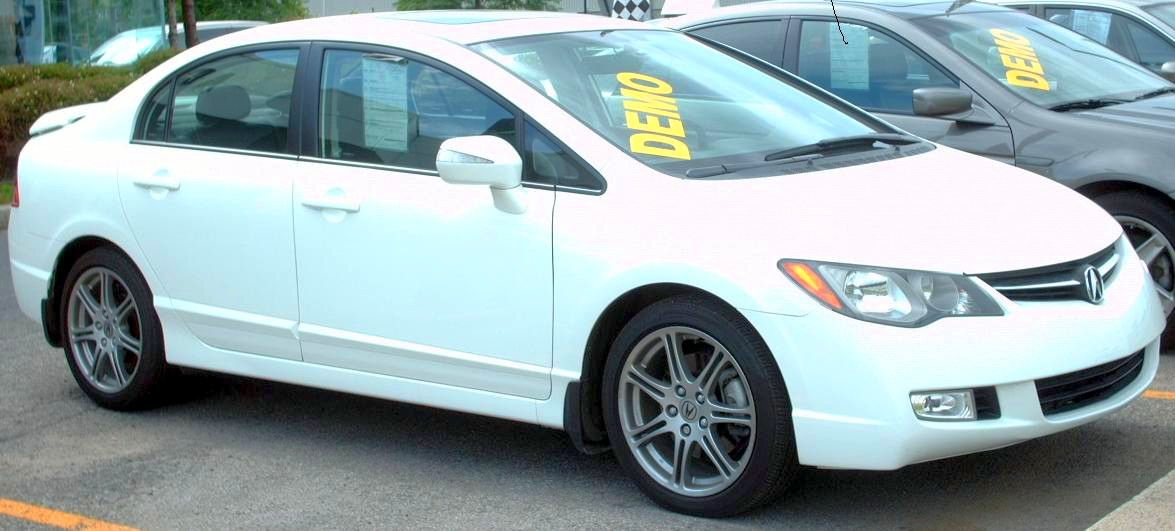
Acura CSX Type-S (Канада)
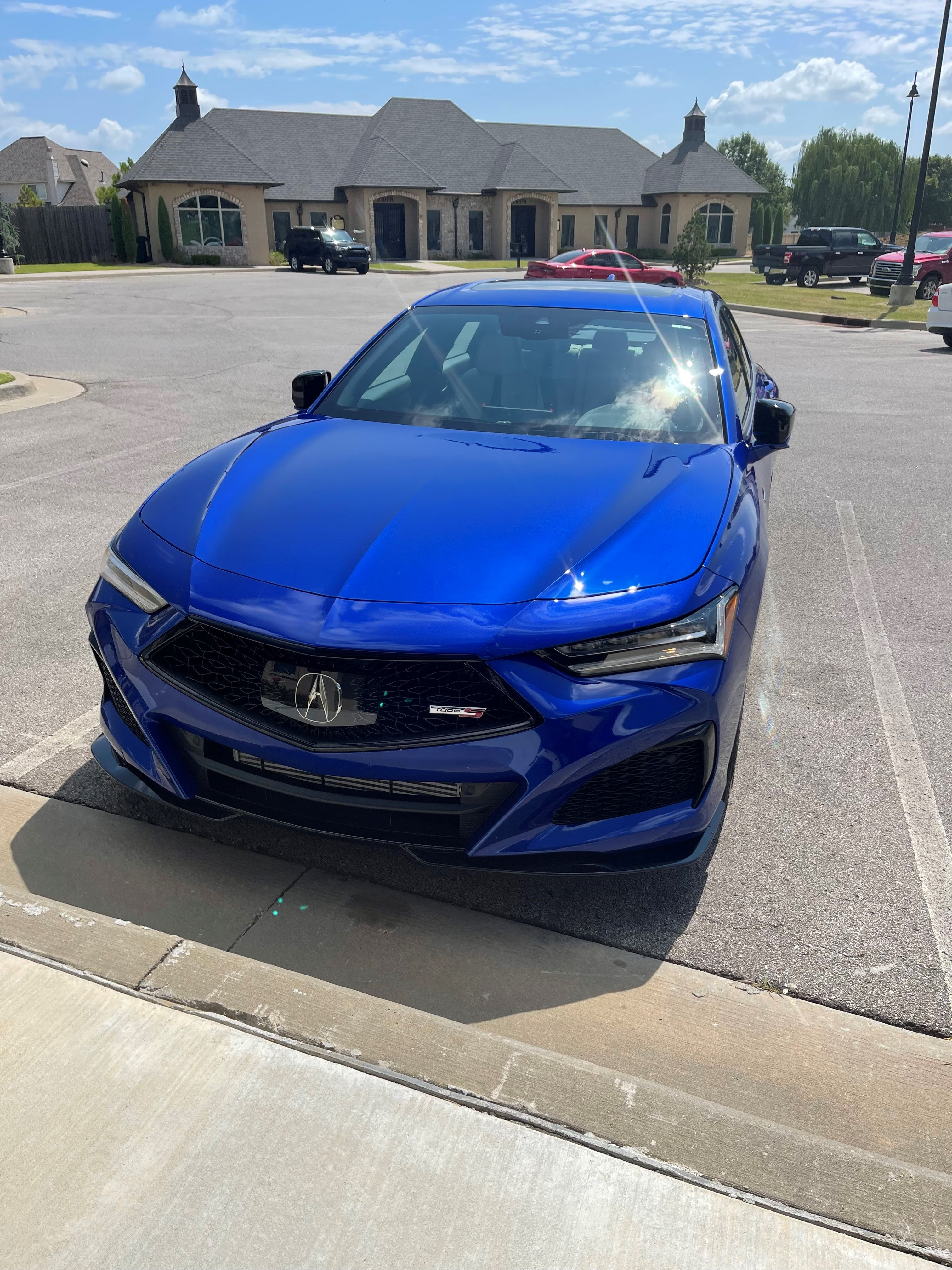
Acura TLX Type-S

### Маркетинг
В рамках запуска автомобилей Acura Type-S 2022 модельного года на кинофестивале «Сандэнс» (Sundance Film Festival), проводившемся в 2022 году, был представлен рекламный ролик Acura Type S из 4 частей под названием «Путешествие Чиаки» (Chiaki's Journey), который также был спонсирован компанией Acura в качестве представляющего спонсора и официального автомобиля. В рекламных роликах были представлены автомобили MDX Type S, TLX Type S, NSX Type S и Integra. Реклама была разработана совместно с партнёром агентства Mullen Lowe Los Angeles (MullenLowe Group).

## A-Spec
Индекс A-Spec присваивается большинству автомобилей Acura.

### RSX Type-S A-Spec
RSX Type-S имеет установленный дилером пакетом производительности A-Spec со «спортивной» подвеской, 5-спицевыми 17-дюймовыми легкосплавными дисками, спойлерами под кузовом и на крыле и внешней эмблемой.

### TL A-Spec
В 2003 году в Канаде компания Acura выпустила специальную версию TL Type-S в формате A-Spec. Внешние изменения — окрашенный в синий цвет корпус фар, комплект днища и заднее крыло с подсветкой. Изменения в интерьере — синяя подсветка приборной панели.
С 2004 по 2006 год компания Acura выпускала версию TL A-Spec с подвеской, настроенной Макото Тамамурой. В стандартную комплектацию входят комплект днища, спойлер, рулевое колесо ограниченной серии A-Spec, эмблема «A-Spec» сзади и 18-дюймовые (460 мм) колёса. Гарантия на автомобиль — 4 года или 80000 км.

### RL A-Spec
С 2005 по 2008 год Acura RL имел пакет A-Spec, который состоял из обвеса, эмблемы, пересмотренной подвески и различных колёс. Впервые пакет был анонсирован в конце 2004 года на выставке Specialty Equipment Market Association (SEMA) в Лас-Вегасе. В начале 2005 года Acura RL A-Spec был показан на Североамериканском международном автосалоне.

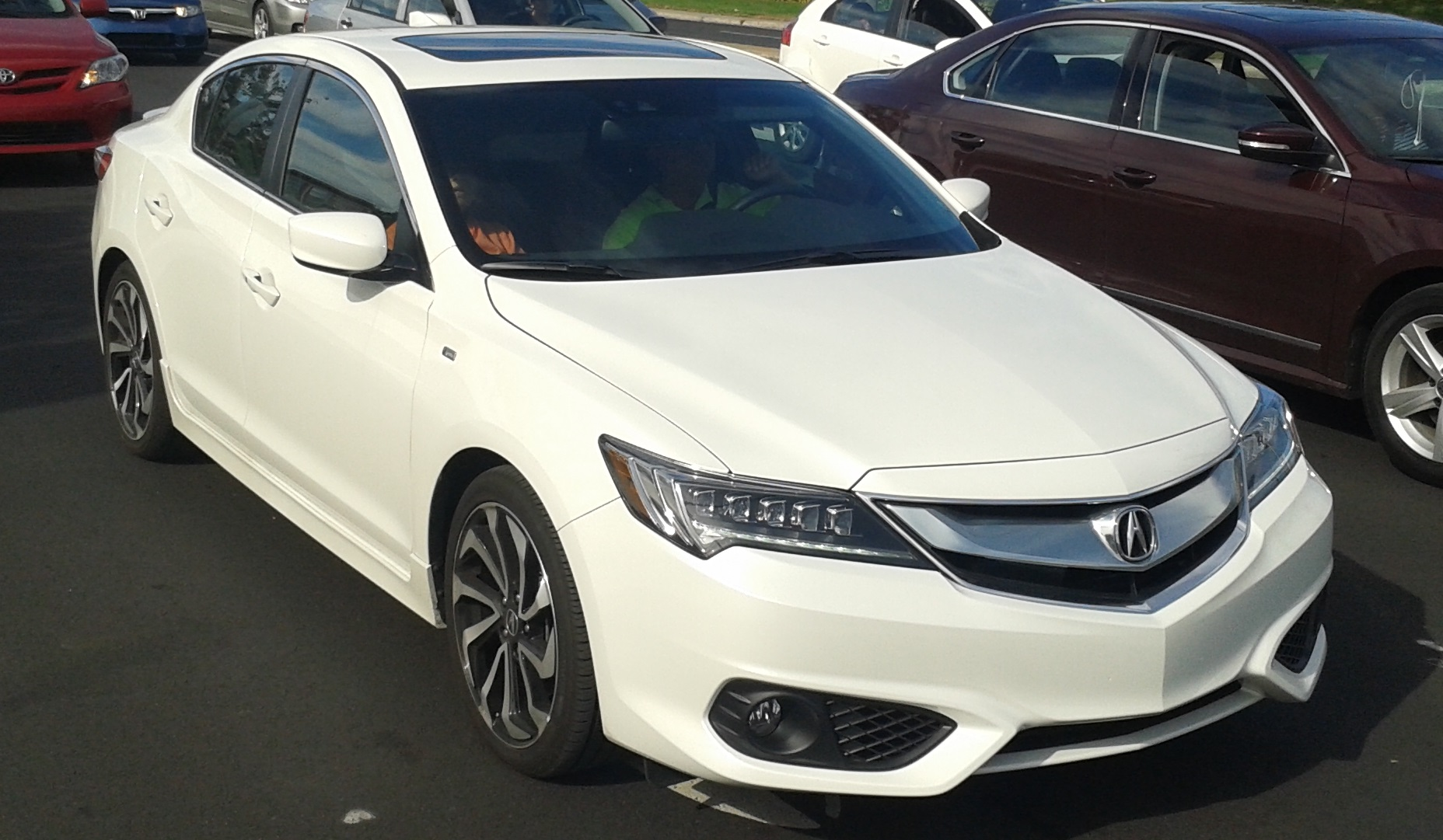
Acura ILX A-Spec
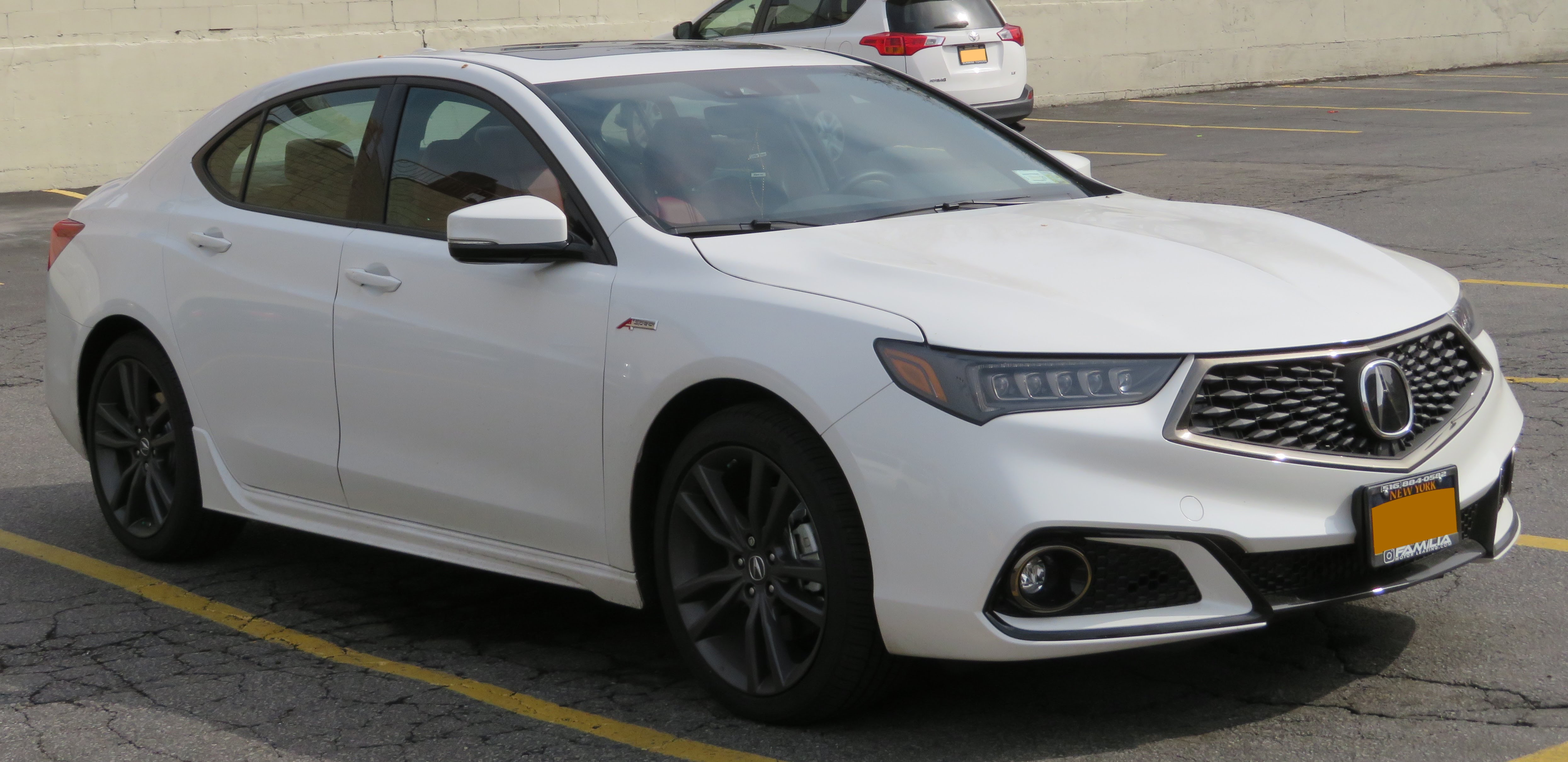
Acura TLX A-Spec
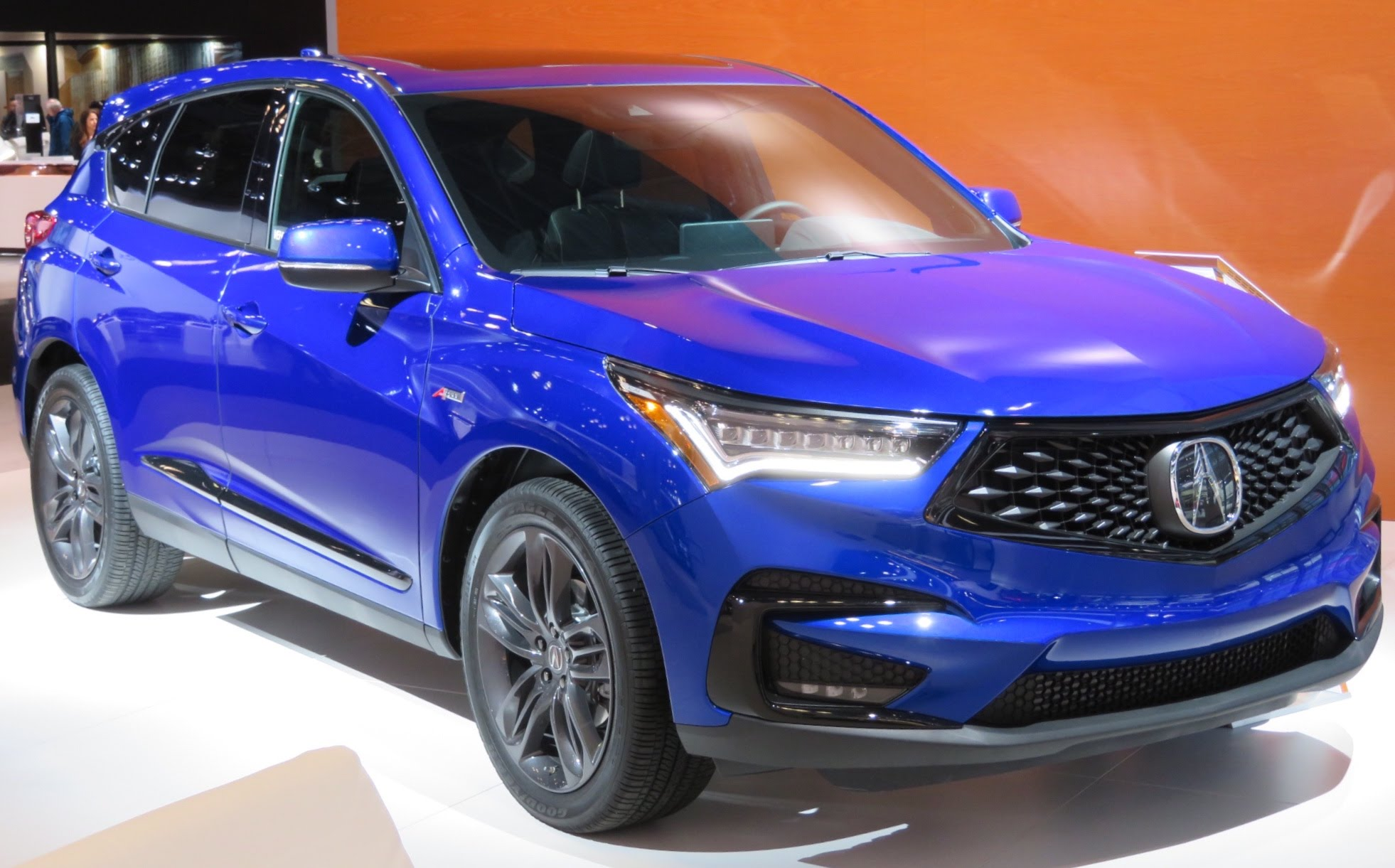
Acura RDX A-Spec
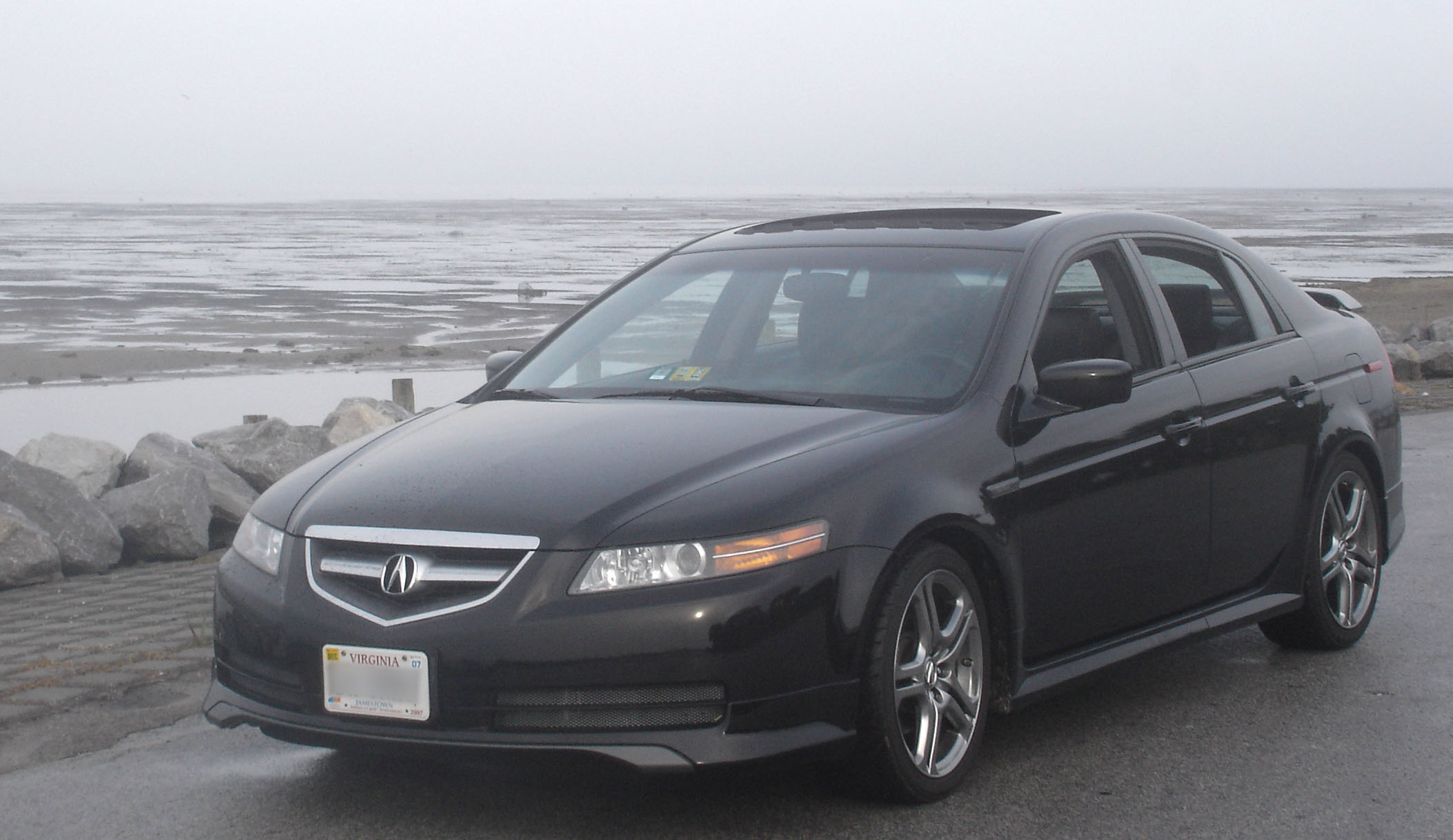
Acura TL A-Spec
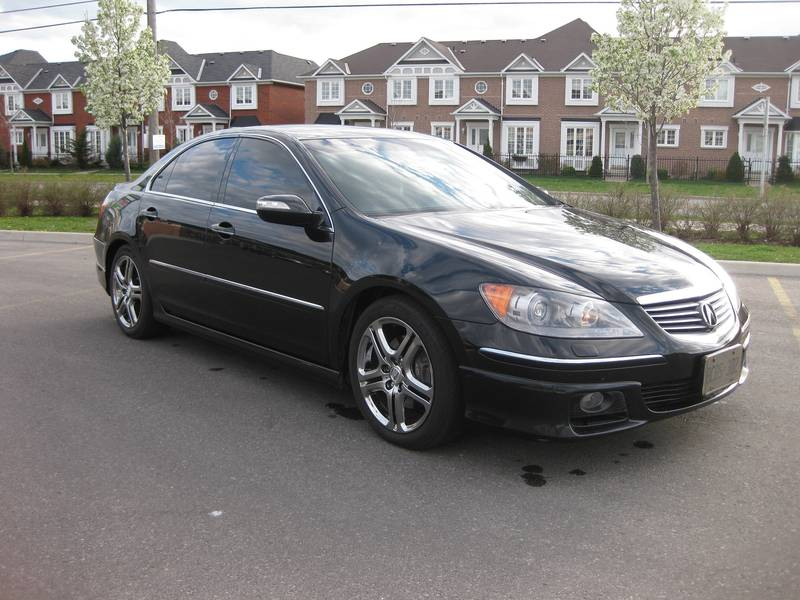
Acura RL A-Spec
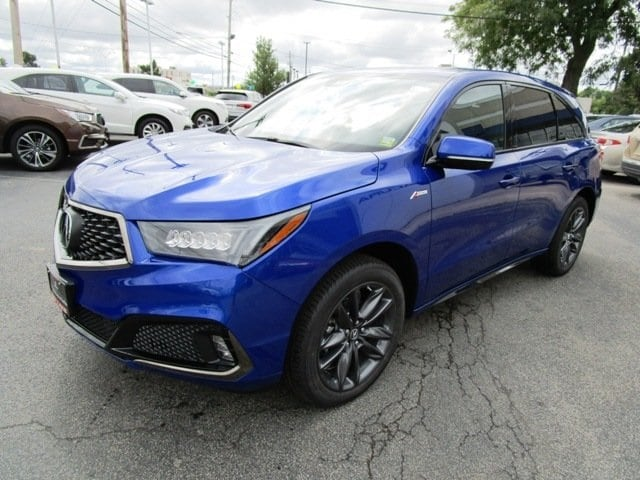
Acura MDX A-Spec
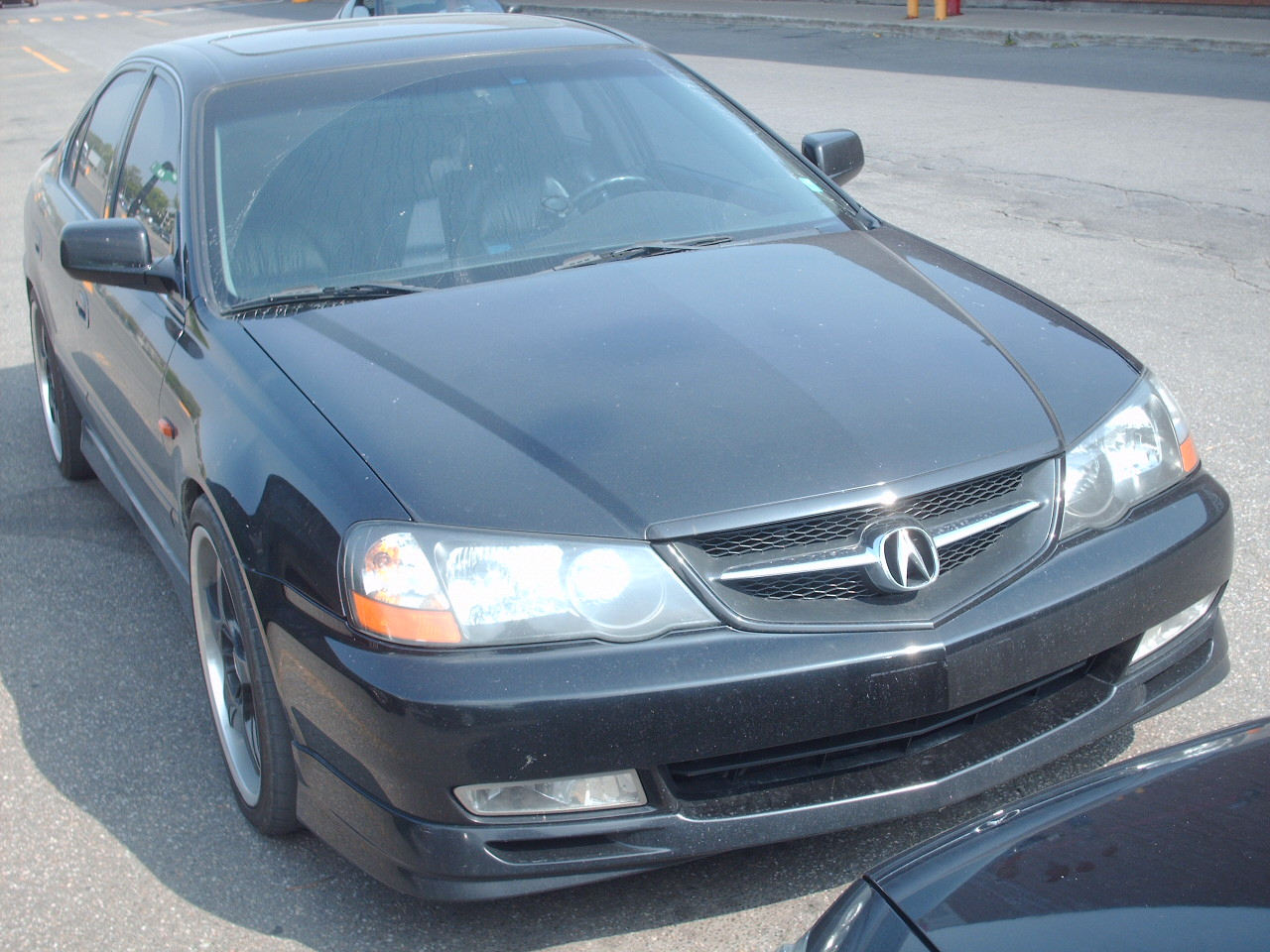
Acura TL A-Spec (Канада)
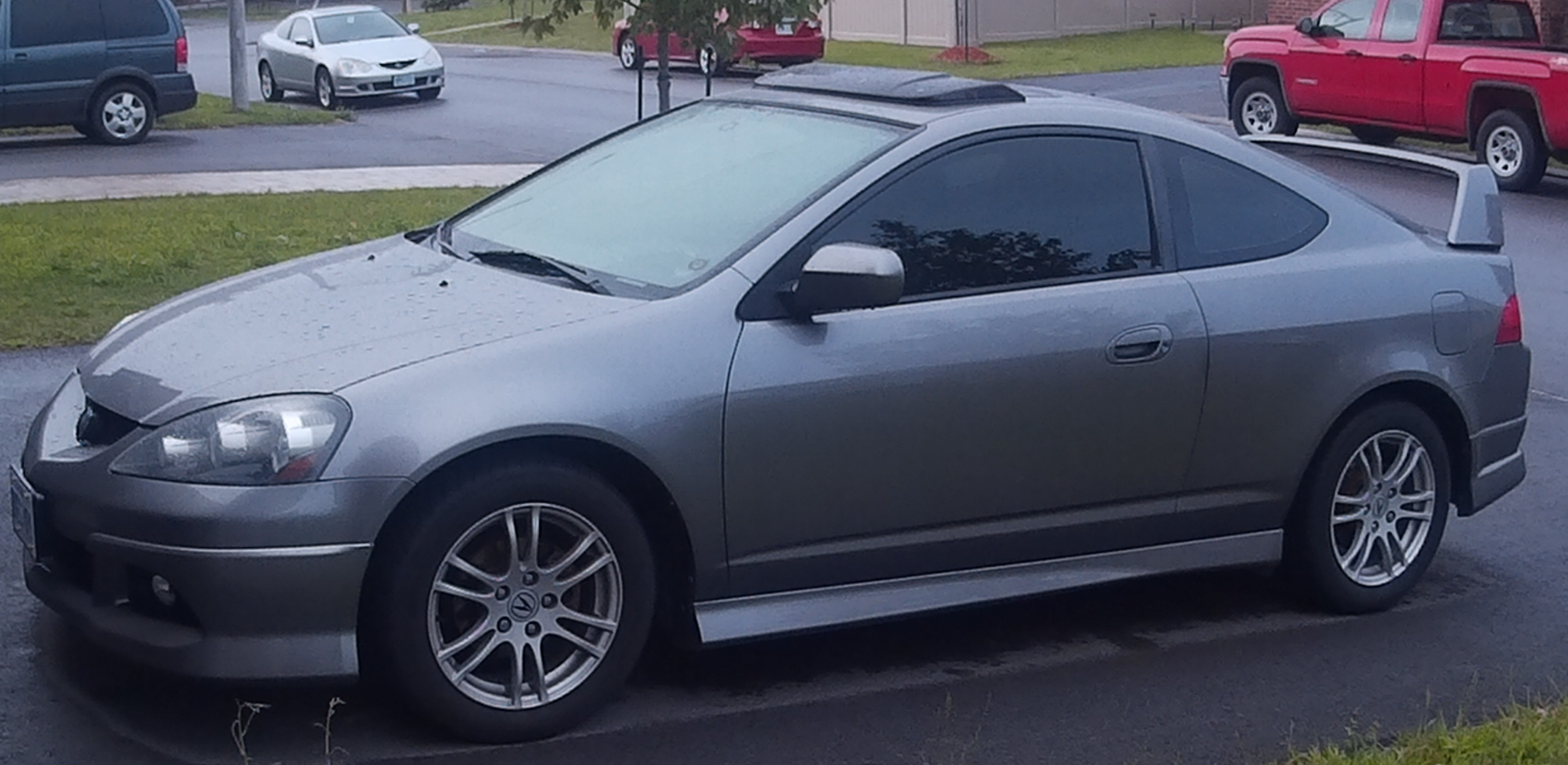
Acura RSX A-Spec